# Fresnes-sur-Apance
Fresnes-sur-Apance település Franciaországban, Haute-Marne megyében. Lakosainak száma 161 fő (2022. január 1.). Fresnes-sur-Apance Bourbonne-les-Bains, Enfonvelle, Lironcourt, Melay, Senaide, Les Thons, Ainvelle és Châtillon-sur-Saône községekkel határos.

## Népesség
A település népességének változása:
| Lakosok száma | 300  | 243  | 217  | 157  | 173  | 158  | 148  | 146  | 151  | 161  |
|               | 1968 | 1982 | 1990 | 2006 | 2013 | 2015 | 2017 | 2019 | 2020 | 2022 |